# Journée mondiale du donneur de sang
La Journée mondiale du donneur de sang est une journée internationale organisée chaque 14 juin par l'Organisation mondiale de la santé d'après l'anniversaire de Karl Landsteiner. Elle est consacrée à la promotion et la sensibilisation du don de sang et du produit sanguin labile pour la santé à tous.

## Campagnes similaires
Elle fait partie des dix campagnes officielles de l'Organisation mondiale de la santé (OMS) en faveur de la santé publique mondiale :
- Journée mondiale de lutte contre la tuberculose (le 24 mars) ;
- Journée mondiale de la santé (le 7 avril) ;
- Journée mondiale du paludisme (le 25 avril) ;
- Semaine mondiale de la vaccination (la dernière semaine d'avril) ;
- Journée mondiale sans tabac (le 31 mai) ;
- Journée mondiale du donneur de sang (le 14 juin) ;
- Journée mondiale contre l'hépatite (le 28 juillet) ;
- Journée mondiale de la sécurité des patients (le 17 septembre) ;
- Semaine mondiale pour un bon usage des antibiotiques (en novembre) ;
- Journée mondiale du sida (le 1er décembre).